# ResearcherID
ResearcherID (от англ. Researcher Identification, (читается Рисёчер Aй Ди, означает Идентификатор исследователя) — международная идентификационная система, позволяющая создать уникальный профиль исследователя, содержащий сведения о его научных публикациях и их истории. В настоящее время является собственностью Clarivate Analytics. Имеет следующий общий вид: A-123-2015, где A – литера латинского алфавита, 123 – значения от 001, до 999, 2015 – год регистрации идентификатора.

## История
Система была создана и введена в январе 2008 года компанией Thomson Reuters и обеспечивает обмен данными между своей базой данных и ORCID, и наоборот. Однако, суть этих двух идентификаторов, несмотря на одинаковые преследуемые цели, различается. ORCID не связан с какой-либо базой данных, в то время как ResearcherID является инструментом, тесно связанным с базой Web of Science, что значительно расширяет его возможности и несколько упрощает создание и поддержание профиля.
С 2016 года система поддерживается Clarivate Analytics.
С 2019 года прежний ресурс researcherid.com упразднен и начат перенос инструментов на платформу Publons, которая предоставляет инструменты рецензирования научных публикаций. Выдача ResearcherID теперь возможна лишь при наличии в профиле одной или более собственных публикаций. Пустые профили не могут получить ID. Авторам, уже имевшим на момент переезда на платформу Publons идентификаторы, были разосланы приглашения.

## Описание
Этот цифровой идентификатор был создан для решения проблемы идентификации уникального автора. В научной литературе часто приводятся имена, фамилии и инициалы авторов статьи, однако, иногда встречаются авторы с одинаковыми именами и одинаковыми инициалами. Это приводит к ошибкам в цитировании и наукометрии.
В системе авторам предлагается связать свой ResearcherID с собственными статьями. Они также могут поддерживать свой список публикаций в актуальном состоянии и в Интернете. Таким образом, можно дать исчерпывающее представление об общем объёме работы автора, поскольку не все публикации индексируются в системе Web of Science. Это особенно важно для исследователей в областях, которые преимущественно используют рецензируемые статьи конференций, или которые посвящены публикации книг и глав в книгах (гуманитарные науки и дисциплины в социальных науках).
Совместное использование цифрового идентификатора объекта с ResearcherID позволяет создать уникальную связь авторов и научных статей. Он может быть использован для связи исследователей с зарегистрированными испытаниями или выявления коллег и сотрудников в той же области исследований.

## Критика
ResearcherID был подвергнут критике за то, что он является коммерческим и частным, но также отмечен как «инициатива, направленная на решение общей проблемы ошибочной идентификации авторов».